# Leuenbergeria quisqueyana
Leuenbergeria quisqueyana is een cactussoort die endemisch is in de Dominicaanse Republiek.
De bloem, die ook roos van Bayahibe genoemd wordt, is bij wet een nationaal symbool van de Dominicaanse Republiek.

## De cactus
De Quisqueyana is een van de weinige cactussoorten met bladeren. Zijn natuurlijke habitat omvat subtropische of tropische droge bossen bij de zuidoostkust van Hispaniola, met name rond de stad Bayahibe, waaraan de naam verbonden is. Het is een ernstig bedreigde soort als gevolg van het verlies van leefomgeving door verstedelijking en agricultuur.

## Ontdekking
De soort werd in 1977 ontdekt door de Franse botanicus Henri Alain Liogier. Hij noemde haar Quisqueyana, ter ere van de Dominicaanse Republiek, die oorspronkelijk de naam Quisqueya had. 

## Bescherming bij wet
Bij decreet 2944 in 1957 werd door Héctor Bienvenido Trujillo Molina, familie van Rafael Trujillo, de bloem van de Caoba als nationaal symbool ingesteld. Maar in 2011 werd de Pereskia quisqueyana bij wet 146-11 het nationale symbool van de Dominicaanse Republiek. Daardoor wordt zij ook beschermd vanwege haar bedreigde status.

## Beschrijving
P. quisqueyana is een tweehuizige struikachtige cactus die een hoogte van 6 meter kan bereiken. Zijn stam is omringd door groepen van stekels. De sappige bladeren zijn elliptisch van vorm en felgroen gekleurd. De bloem van de P. quisqueyana is roze van kleur en bloeit aan de uiteinden van de takken. De vruchten zijn geel en bevatten zwarte zaden.